# Army of Lovers
Army of Lovers (traducido del inglés como Ejército de los Amantes) es una banda sueca formada en 1987. El grupo fue muy conocido en la década de los 90 en Europa por su sencillo "Crucified", que fue número 1 en la Lista Eurochart durante ocho semanas consecutivas. Actualmente es la canción más conocida del grupo.
El nombre de la banda hace alusión al documental Armee der Liebenden oder Revolte der Perversen (El Ejército de los Amantes o la revuelta de los pervertidos) del director y activista gay alemán Rosa von Praunheim, que a su vez aludía al Batallón Sagrado de Tebas.
Army of Lovers formado con Alexander Bard, Camilla Henemark y Jean-Pierre Barda desde finales de 2012 para entrar en el Melodifestivalen 2013 con la canción "Rockin' the Ride" con la esperanza de representar a Suecia en el Festival de la Canción de Eurovisión 2013 celebrado en Malmö. El grupo logró avanzar a la final, y unos días más tarde emitió un comunicado de prensa para anunciar que Camilla Henemark sería reemplazada por la exmiembro del grupo Dominika Peczynski.

## Historia
Los miembros fundadores, que previamente habían trabajado juntos en una banda llamada Barbie, eran Alexander Bard, Jean-Pierre Barda y Camilla Henemark (también conocida como La Camilla).
Army of Lovers tuvo muchos éxitos Top 10 en la Eurochart, siendo «Crucified» el mayor de todos, que además fue unos de los sencillos europeos más vendidos de 1990. Sus ventas totales de álbumes fueron de siete millones de copias en todo el mundo.
La banda se hizo famosa por su extravagante apariencia visual (muchos de sus trajes fueron creados por Camilla Thulin), y sus vídeos, altamente camp, dirigidos por Fredrik Boklund (algunos de los cuales fueron prohibidos por la MTV).
Mientras Alexander Bard era el "cerebro" detrás de la banda, Jean-Pierre Barda era el vocalista principal en éxitos tales como «Crucified» e «Israelism». Bard y Barda fueron los únicos dos miembros de la banda que estuvieron presentes a través de todas sus alineaciones. Cuando La Camilla dejó la banda en 1991, fue reemplazada por Michaela Dornonville de la Cour. En 1993 se unió Dominika Peczynski, haciendo así una banda de cuatro componentes. En 1995, Dornonville de la Cour se fue y Henemark volvió.
Aunque tanto «Obsession» como «Ride The Bullet» alcanzaron el puesto más alto en las listas europeas, su presencia en EE. UU. y el Reino Unido fue limitada a éxitos de discoteca (aunque «Crucified» alcanzó el Top 40 en la UK Singles Chart en febrero de 1992).
Mientras que en su primer álbum de estudio, Disco Extravaganza (reestrenado posteriormente como Army of Lovers en EE. UU.), se centraron en experimentar con varios sonidos y muestras de discoteca, publicaron un álbum de pop/dance más propiamente dicho con Massive Luxury Overdose (Sobredosis Masiva De Lujuria) en 1991. Este generó sus mayores éxitos («Crucified», «Obsession») y se las arregló para vender 250.000 copias solo en Alemania. Massive Luxury Overdose fue posteriormente reeditado para el mercado estadounidense, presentando una nueva portada y cuatro canciones inéditas. Su tercer álbum, The Gods of Earth and Heaven nunca fue publicado en los Estados Unidos. El primer sencillo del álbum, «Israelism», recibió emisión radiofónica en varios países europeos y lideró las listas en Israel pese a ser objeto de críticas. El cuarto LP, Glory, Glamour and Gold (1994) se apoyó en una gira por Alemania, donde la banda promovió la unión entre personas del mismo sexo. En 1995, Army of Lovers publicó su primer álbum de grandes éxitos, titulado Les Greatest Hits.
A estas alturas, ya habían publicado cuatro álbumes de estudio, rodado más de veinte videoclips, y se habían hecho famosos por toda Europa Oriental antes de que Bard disolviera la banda para concentrarse en su nuevo grupo, Vacuum, en 1996.
La banda se reunió brevemente en 2001 para celebrar el 10º aniversario desde su mayor éxito con la publicación de otro álbum recopilatorio llamado Le Grand Docu-Soap. Este contenía tres versiones cover, incluyendo «Let The Sunshine In» y «Hands Up».
Unieron fuerzas de nuevo en 2007 para dos espectáculos, uno en G-A-Y en Londres y otro en Moscú. Bard, Peczynski y Barda estuvieron presentes, pero Henemark fue reemplazada por una muñeca hinchable.
Dos miembros de Army of Lovers (La Camilla y Dominika) se reunieron en junio de 2011 y aparecieron como vocalistas invitadas en «Don't Try to Steal My Limelight», un sencillo del artista drag  y blogger sueco Miss Inga. Los tres formaron posteriormente el grupo Happy Hoes y publicaron «We Rule the World», seguido por una canción de Navidad titulada «Happy Ho Ho Ho». Happy Hoes actuó en Pride 2012.
Army of Lovers se reformó con Alexander Bard, Camilla Henemark y Jean-Pierre Barda a finales de 2012 para participar en el Melodifestivalen 2013 con la canción «Rockin' the Ride», con esperanzas de representar a Suecia en el Festival de la Canción de Eurovisión 2013 en Malmö. Su participación no alcanzó la final en el Melodifestivalen. Solo unos días después de su actuación, Alexander Bard explicó a la prensa que Camilla Henemark había sido expulsada una vez más y que Dominika Peczynski había vuelto. Esto fue seguido por una pelea pública entre Alexander Bard y Dominika Peczynski contra Camilla Henemark.
Un nuevo álbum de grandes éxitos, con cuatro canciones nuevas, llamado Big Battle of Egos fue anunciado para publicarse el 27 de marzo de 2013, seguido de un sencillo y vídeo llamado Signed on My Tattoo, un dueto entre Army of Lovers y el otro grupo de pop de Alexander Bard, Gravitonas. En junio de 2013 se publicó un EP llamado «Scandinavian Crime», que incluía versiones regrabadas de «Rockin' the Ride» y «Tragedy» originalmente de su CD Big Battle of Egos. estas nuevas versiones presentaban nuevas voces de Dominika Peczynski y Jean-Pierre Barda, reemplazando todas las partes cantadas por Camilla Henemark. El 1 de julio de 2013, el vídeo musical para «Crucified 2013» se estrenó en Expressen TV. La canción era una versión modernizada del éxito rompedor de 1991 de la banda y fue elegida como el himno oficial para Copenhagen Pride 2013.

## Componentes
- Alexander Bard

- Jean-Pierre Barda

- Dominika Peczynski

## Exmiembros
- Camilla Henemark

- Michaela Dornonville de la Cour

## Discografía

### Álbumes

#### Álbumes de estudio
- Disco Extravaganza (1990)
- Massive Luxury Overdose (1991)
- The Gods of Earth and Heaven (1993)
- Glory, Glamour and Gold (1994)

#### Recopilaciones
- Les Greatest Hits (1995)
- Master Series 88–96 (1997)
- Le Grand Docu-Soap (2001)
- Le Remixed Docu-Soap (2001)
- 14 Klassiker (2003)
- Big Battle of Egos (2013)

### Sencillos
| Año  | Título                                                                                      | Posición en las listas | Posición en las listas | Posición en las listas | Posición en las listas | Posición en las listas | Posición en las listas | Posición en las listas | Posición en las listas | Posición en las listas | Álbum                                                          |
| Año  | Título                                                                                      | Suecia                 | Finlandia              | Reino Unido            | EUA Dance              | Alemania               | Austria                | Holanda                | Suiza                  | Francia                | Álbum                                                          |
| ---- | ------------------------------------------------------------------------------------------- | ---------------------- | ---------------------- | ---------------------- | ---------------------- | ---------------------- | ---------------------- | ---------------------- | ---------------------- | ---------------------- | -------------------------------------------------------------- |
| 1988 | "When the Night Is Cold"                                                                    | —                      | —                      | —                      | —                      | —                      | —                      | —                      | —                      | —                      | Únicamente como sencillo, más tarde publicado en Master Series |
| 1988 | "Love Me Like a Loaded Gun"                                                                 | —                      | —                      | —                      | —                      | —                      | —                      | —                      | —                      | —                      | Disco Extravaganza                                             |
| 1989 | "Baby's Got a Neutron Bomb"                                                                 | —                      | —                      | —                      | —                      | —                      | —                      | —                      | —                      | —                      | Disco Extravaganza                                             |
| 1990 | "Ride the Bullet" (remix)                                                                   | —                      | —                      | —                      | —                      | —                      | —                      | —                      | —                      | —                      | Disco Extravaganza                                             |
| 1990 | "My Army of Lovers"                                                                         | —                      | —                      | —                      | —                      | —                      | —                      | —                      | —                      | —                      | Disco Extravaganza                                             |
| 1990 | "Supernatural" (re-recorded version)                                                        | —                      | —                      | —                      | —                      | —                      | —                      | —                      | —                      | —                      | Disco Extravaganza                                             |
| 1991 | "Crucified"                                                                                 | 8                      | —                      | 47                     | 6                      | 5                      | 9                      | 2                      | 6                      | 22                     | Massive Luxury Overdose                                        |
| 1991 | "Obsession"                                                                                 | 2                      | 5                      | 67                     | 11                     | 7                      | 12                     | 9                      | 5                      | 24                     | Massive Luxury Overdose                                        |
| 1991 | "Candyman Messiah" (remix)                                                                  | 22                     | 20                     | —                      | —                      | —                      | —                      | —                      | —                      | —                      | Massive Luxury Overdose                                        |
| 1992 | "Crucified" (re-issue)                                                                      | —                      | —                      | 31                     | —                      | —                      | —                      | —                      | —                      | —                      | Massive Luxury Overdose                                        |
| 1992 | "Ride the Bullet"                                                                           | —                      | —                      | 67                     | —                      | —                      | —                      | —                      | —                      | —                      | Massive Luxury Overdose                                        |
| 1992 | "Crucified" / "Ride The Bullet" (re-recorded version)                                       | —                      | —                      | —                      | —                      | —                      | —                      | —                      | —                      | —                      | Massive Luxury Overdose                                        |
| 1992 | "Ride the Bullet" (re-recorded version) / "Love Me Like a Loaded Gun" (re-recorded version) | 32                     | 6                      | 67                     | —                      | 22                     | 4                      | —                      | 40                     | —                      | Massive Luxury Overdose                                        |
| 1992 | "Judgment Day"                                                                              | —                      | —                      | —                      | —                      | 82                     | —                      | —                      | —                      | —                      | The Gods of Earth and Heaven                                   |
| 1993 | "Israelism"                                                                                 | 10                     | 5                      | —                      | —                      | 32                     | —                      | —                      | 36                     | —                      | The Gods of Earth and Heaven                                   |
| 1993 | "La Plage de Saint Tropez"                                                                  | —                      | —                      | —                      | —                      | 87                     | —                      | —                      | —                      | —                      | The Gods of Earth and Heaven                                   |
| 1993 | "I Am"                                                                                      | —                      | —                      | —                      | —                      | —                      | —                      | —                      | —                      | —                      | The Gods of Earth and Heaven                                   |
| 1994 | "Lit de Parade" (remix)                                                                     | 13                     | 12                     | —                      | —                      | 84                     | —                      | —                      | —                      | —                      | Glory, Glamour and Gold                                        |
| 1994 | "Sexual Revolution" (remix)                                                                 | —                      | 15                     | —                      | —                      | —                      | —                      | —                      | —                      | —                      | Glory, Glamour and Gold                                        |
| 1995 | "Life Is Fantastic" (remix)                                                                 | —                      | —                      | —                      | —                      | —                      | —                      | —                      | —                      | —                      | Glory, Glamour and Gold                                        |
| 1995 | "Give My Life"                                                                              | 6                      | —                      | 135                    | —                      | —                      | —                      | 18                     | —                      | —                      | Les Greatest Hits                                              |
| 1996 | "Venus and Mars" / "Megamix"                                                                | 30                     | —                      | —                      | —                      | —                      | —                      | —                      | —                      | —                      | Les Greatest Hits                                              |
| 1996 | "King Midas"                                                                                | 31                     | —                      | —                      | —                      | —                      | —                      | —                      | —                      | —                      | Les Greatest Hits                                              |
| 2001 | "Let the Sunshine In"                                                                       | 24                     | —                      | —                      | —                      | —                      | —                      | —                      | —                      | —                      | Le Grand Docu-Soap                                             |
| 2001 | "Hands Up"                                                                                  | 44                     | —                      | —                      | —                      | —                      | —                      | —                      | —                      | —                      | Le Grand Docu-Soap                                             |
| 2013 | "Rockin The Ride"                                                                           | 50                     | —                      | —                      | —                      | —                      | —                      | —                      | —                      | —                      | Big Battle of Egos                                             |
| 2013 | "Signed on my Tattoo" (Dueto con Gravitonas)                                                | —                      | —                      | —                      | —                      | —                      | —                      | —                      | —                      | —                      | Big Battle of Egos                                             |
| 2013 | "Scandinavian Crime EP"                                                                     | —                      | —                      | —                      | —                      | —                      | —                      | —                      | —                      | —                      |                                                                |
| 2013 | "Crucified 2013"                                                                            | —                      | —                      | —                      | 18                     | —                      | —                      | —                      | —                      | —                      |                                                                |
| 2014 | "People Are Lonely" (Dueto con Gravitonas)                                                  | —                      | —                      | —                      | —                      | —                      | —                      | —                      | —                      | —                      |                                                                |

Otras grabaciones
- 1992 – «Hasta mañana» – de la compilación sueca de 1992 ABBA – The Tribute. Esta versión fue también incluida en el álbum de 1999 ABBA: A Tribute – The 25th Anniversary Celebration.

### Vídeos y DVD
- Videovaganza 1990-1993 (VHS, 1993)
- Hurrah Hurrah Apocalypse - The Definitive Video Collection (DVD, 2005)

### Vídeos promocionales
- 1988 "When the Night Is Cold"
- 1990 "Ride the Bullet" (con La Camilla)
- 1990 "My Army of Lovers"
- 1991 "Crucified" (con La Camilla)
- 1991 "Obsession" (con La Camilla)
- 1991 "Crucified (The Nuzak Remix)" (con La Camilla)
- 1991 "Candyman Messiah" (con Michaela haciendo playback de la voz de La Camilla)
- 1992 "Ride the Bullet" (con Michaela)
- 1992 "Obsession" (con Michaela)
- 1992 "Crucified (con Michaela)
- 1992 "Judgment Day"
- 1993 "Israelism"
- 1993 "La Plage de Saint Tropez"
- 1993 "Sons of Lucy"
- 1993 "I Am"
- 1994 "Lit de Parade"
- 1994 "Sexual Revolution"
- 1995 "Give My Life"
- 1996 "King Midas"
- 2001 "Let the Sunshine In"
- 2001 "Hands Up"
- 2013 "Signed on my Tattoo" (feat. Gravitonas)
- 2013 "Crucified 2013"
- 2014 "People Are Lonely" (Gravitonas feat. Army of Lovers)